# Mario Porfito
Mario Porfito (Napoli, 29 agosto 1956) è un attore italiano.

## Biografia
È un affermato attore di teatro e televisione. Nel corso degli anni è stato nel cast di diversi film per il cinema, tra i quali: Io speriamo che me la cavo di Lina Wertmüller, Pacco, doppio pacco e contropaccotto di Nanni Loy e Morte di un matematico napoletano di Mario Martone. Porfito trova però la notorietà alla fine degli anni novanta quando, dalla prima all'ultima serie, è tra i protagonisti della serie TV La squadra. Successivamente, nel 2008 e 2009 è una guest della soap opera Un posto al sole, dove interpreta il ruolo di Alfredo Benvenuto. Lo stesso ruolo lo ricopre, sia nella terza sia nella quarta stagione dell'inserto Un posto al sole d'estate. Dal 7 settembre 2009, nella puntata 2846, entra a far parte del cast fisso della soap opera Un posto al sole, per uscirne ufficialmente pochi mesi dopo, il 31 marzo 2010. Nel 2010 fa parte del cast di Un medico in famiglia nel ruolo di Donato.

## Filmografia

### Cinema
- La caduta degli angeli ribelli, regia di Marco Tullio Giordana (1981)
- Blues metropolitano, regia di Salvatore Piscicelli (1984)
- Un complicato intrigo di donne, vicoli e delitti, regia di Lina Wertmüller (1986)
- Baby gang, regia di Salvatore Piscicelli (1992)
- Morte di un matematico napoletano, regia di Mario Martone (1992)
- Io speriamo che me la cavo, regia di Lina Wertmüller (1992)
- Pacco, doppio pacco e contropaccotto, regia di Nanni Loy (1993)
- Il viaggio della sposa, regia di Sergio Rubini (1997)
- Un mondo d'amore, regia di Aurelio Grimaldi (2003)
- Il Natale rubato, regia di Pino Tordiglione (2003)
- Ti lascio perché ti amo troppo, regia di Francesco Ranieri Martinotti (2006)
- Ci sta un francese, un inglese e un napoletano, regia di Eduardo Tartaglia (2008)
- Il sogno nel casello, regia di Bruno De Paola (2009)
- Impepata di nozze - Sposarsi al sud è tutta un'altra storia..., regia di Angelo Antonucci (2012)
- Sodoma - L'altra faccia di Gomorra, regia di Vincenzo Pirozzi (2013)
- Bruciate Napoli, regia di Arnaldo Delehaye (2016)
- Gramigna, regia di Sebastiano Rizzo (2016)
- Dobbiamo stare vicini, regia di Gianluca Mattei e Mario Sanzullo (2024)

### Televisione
- Ma che cos'è questo amore, regia di Ugo Gregoretti – miniserie TV (1979)
- L'ombra nera del Vesuvio, regia di Steno – miniserie TV (1987)
- Dio ci ha creato gratis, regia di Angelo Antonucci – miniserie TV (1998)
- Una donna per amico – serie TV (2001)
- La squadra – serie TV (2000-2007)
- Tutti a casa – miniserie TV (2008)
- Un posto al sole – soap opera (2008, 2009-2010)
- Un posto al sole d'estate – soap opera (2008-2009)
- Crimini – serie TV, episodio 2x06 (2010)
- Un medico in famiglia – serie TV (2011)

### Cortometraggi
- Le ali tarpate, regia Fioravante Rea (2010)
- Helicopter Club, progetto "Noi giriamo un film", supervisione di Ruggero Miti (2012)
- Weekend, regia di Mario Porfito (2019)

## Televisione
- Bar Stella (2021-2022)

## Teatro
- Dio li fa e poi li accoppa di Giobbe Covatta, regia di Giobbe Covatta (1999)
- Mai dire amore di Paolo Coletta e Mimmo Esposito, regia di Bruno Garofalo (2001)
- La tempesta di William Shakespeare, regia di Giorgio Strehler
- Arlecchino servitore di due padroni di Carlo Goldoni, regia di Giorgio Strehler
- Il trionfo dell'amore di Pierre de Marivaux, regia di Antoine Vitez
- Le furberie di Scapino di Molière, regia di Lamberto Pugelli
- Napoli milionaria di Eduardo De Filippo, regia di Giuseppe Patroni Griffi
- Sabato, domenica e lunedì di Eduardo De Filippo, regia di Giuseppe Patroni Griffi
- Uomo e galantuomo di Eduardo De Filippo, regia di Luca De Filippo
- Ditegli sempre di sì di Eduardo De Filippo, regia di Luca De Filippo
- Il contratto di Eduardo De Filippo, regia di Luca De Filippo
- ...E fuori nevica! di e regia di Vincenzo Salemme
- L'amico del cuore di e regia di Vincenzo Salemme
- Fiori di latte, regia di Giuseppe Miale di Mauro
- Balcone a tre piazze di Mirko Setaro e Francesco Velonà, regia di Pino L'Abbate, con Biagio Izzo

## Riconoscimenti
- Premio Savona San Valentino - Corti d'amore
  - Candidatura al miglior cortometraggio per Weekend